# Aún rap por placer

Aún Rap por Placer es el título de la maqueta de El Chojin publicada el 9 de mayo de 2008. Su nombre hace alusión a la maqueta "Rap por Placer" publicada en el 2004.

## Lista de canciones
| # | Título                     | Colaboración(s) | Productor(s)  | Duración |
| - | -------------------------- | --------------- | ------------- | -------- |
| 1 | "Aún rap por placer"       |                 | Dj Caution    | 3:41     |
| 2 | "Mis 10 Raps Commandments" |                 | Dj Caution    | 3:12     |
| 3 | "Juguemos"                 |                 | Dj Caution    | 3:20     |
| 4 | "Vete a cagar"             |                 |               | 3:12     |
| 5 | "No Me Cogeréis Vivo II"   | Duo Kie         | Juan Profundo | 3:32     |
| 6 | "Más duro"                 |                 | Dj Caution    | 3:41     |
| 7 | "Lo que te pierdes"        |                 | Dj Caution    | 4:30     |

- Datos: Q5715494